# M/S Helena Elisabeth
M/S Helena Elisabeth är en färja som tillhör Trafikverket Färjerederiet och trafikerar Holmöleden.
Fartyget byggdes på AB Holms Skeppsvarv i Råå 1983.
Färjan är namngiven efter Holmöns gamla kyrka, Helena Elisabeth, som i sin tur har fått sitt namn efter köpmanfrun Helena Elisabeth Grahn från Umeå, som donerade kyrkans första nattvardsservis.